# Pontecorvo
Pontecorvo es un pueblo en la provincia de Frosinone, Lacio, Italia. Posee una población de 13.400 habitantes.

## Historia
La villa se encuentra al pie de Roccaguglielma, una fortificación medieval enclavada en una roca inaccesible. Su nombre proviene de "pons curvus, "puente curvo", el cual todavía cruza el río Liris en el centro del pueblo, que se desarrolló en su entorno durante la Edad Media. La curva del puente se había diseñado con el propósito de servir para desviar a los troncos que durante las inundaciones pudieran impactar sobre los pilares del puente. La etimología popular de  corvo, "cuervo", es símbolo de los "monjes negros", los benedictinos de la 
abadía de Monte Cassino, en cuyo territorio secular, la Terra Sancti Benedicti, se encuentra Pontecorvo. En el escudo moderno del pueblo, se representa un cuervo volando por sobre un puente curvo.
En épocas de los romanos la agricultura de la región era dirigida desde Aquinum, el actual Aquino. Algunas ruinas romanas se han recuperado del sitio de una villa romana en Sant'Oliva. El poblado medieval se remonta al 860, cuando Rodoaldo, el lombardo gastaldo de Aquino, construyó la primera versión de la fortificación amurallada en la rocca, con el propósito de defender la cabecera del puente de los invasores sarracenos que remontaban el Liris. La capilla del castillo parecería fue dedicada a San Bartolomé; en las ruinas del castello lombardo se construyó la primera catedral de San Bartolomé cuyo campanile era una reconstrucción de la torre del castillo.  Se desarrollaron dos caseríos medievales Cività dentro de las murallas y Pastine en las colinas que se encuentran entre las murallas de la ciudad y el río. El pequeño asentamiento en la cabecera del puente formó parte del Principado de Capua; en este sitio en el 866 el emperador Luis II el Joven, armó un campamento en Pontecorvo durante sus campañas militares contra los sarracenos. En el 960 Atenulf logró anexar Pontecorvo a su gastaldía de Aquino; al morir estas tierras fueron divididas en el condado de Aquino y el condado de Pontecorvo.
En el 1065 los normandos conquistaron la región y anexionaron Pontecorvo al condado normando de Gaeta, pero el abad de Monte Cassino lo compró en 1105, y lo retuvo bajo su dominio durante cuatro siglos. La primera estatua comunal, y de las más antiguas del Reino de Nápoles, se le otorgó en 1190, marcando el comienzo de una nueva era de autoconfianza cívica en un período durante el cual Pontecorvo fue conquistada y gobernada durante un corto tiempo por Rogelio II de Sicilia, fue reclamada por el papado, y fue saqueada por Carlos de Anjou. Durante el Cisma de Occidente, Pontecorvo se alió con el antipapa Clemente VII en oposición al poder local emplazado en Monte Cassino.
Aunque el pueblo se encontraba emplazado en el medio del Reino de Nápoles, el sitio fue un enclave de los Estados Pontificios a partir de 1463, cuando la comuna se auto-colocó bajo jurisdicción papal, hasta que fue capturado por el ejército francés durante las guerras napoleónicas. Luego de ser proclamado Rey de Italia en 1805, Napoleón creó el principado de Ponte Corvo para su General Jean Baptiste Bernadotte y cuyo blasón se añadió a las de Suecia al ser rey de este país (http://de.wikipedia.org/wiki/Pontecorvo). Nominalmente el principado era soberano, pero el Príncipe debía realizar un juramento ante el Rey. En 1812 el Principado pasó a Luciano, hijo de Joaquín Murat, hasta que en 1815 el pueblo fue nuevamente cedido a los Estados papales tras la Guerra austro-napolitana. En 1820 la República de Pontecorvo se separó de los Estados Papales, pero la pertenencia al Papa fue restablecida en 1821. En 1860, junto con Benevento, el otro enclave papal en el sur de Italia, fueron anexionados al nuevo Reino de Italia.
El pueblo fue destruido durante la Segunda Guerra Mundial, siendo reconstruido en estilo moderno.

## Demografía
| Gráfica de evolución demográfica de Pontecorvo entre 1861 y 2001 |
|                                                                  |
| Fuente ISTAT - elaboración gráfica de Wikipedia                  |